# 村田享子
村田 享子（むらた きょうこ、1983年5月16日 - ）は、日本の政治家。立憲民主党所属の参議院議員（1期）。

## 経歴
鹿児島県鹿児島市出身。鹿児島大学教育学部附属小学校、鹿児島大学教育学部附属中学校、鹿児島県立鶴丸高校卒業。2007年東京大学法学部卒業、派遣会社員やイタリアへの語学留学を経て、学士入学した早稲田大学文化構想学部を2011年に卒業。
2011年より柳田稔参議院議員の公設秘書を10年間務める。2014年には民主党広島県第7区総支部長に就任し、同年の第47回衆議院議員総選挙に立候補するも次点で落選。
2021年2月、日本基幹産業労働組合連合会（基幹労連）が翌年夏の第26回参議院議員通常選挙に村田を同労連代表の候補者として擁立すると決定。同年6月に村田は基幹労連に入職した。同労連は3年ごとにJAMと相互推薦する形で組織内候補を擁立していたが、2019年の第25回参議院議員通常選挙では旧国民民主党から立候補したJAMの組織内候補が落選。この結果を受け、両労組は立憲民主党への「乗り換え」を模索した。基幹労連内ではエネルギーの安定供給を求める立場から原発の再稼働に賛成する労組も多く、綱領に原発ゼロを掲げる立憲民主党での立候補には異論も強く調整は難航したが、2021年11月に旧国民民主党出身の泉健太が党代表に就任すると立憲への抵抗感が薄まり、2022年1月にようやく立憲民主党比例代表での立候補が決まった。2022年7月10日の投開票の結果、初当選。

## 政策・主張

### 外交・安全保障
- 敵基地攻撃能力を日本が保有することに賛成[8][9]
- 日本の核兵器の保有・核共有に反対[8]
- 憲法改正に賛成[8][9]。憲法9条については、1、2項を維持したうえで、自衛隊の根拠規定を追加すべきとしている[10][9]。
- 普天間飛行場の名護市辺野古への移設に反対[10]

### 経済
- 当面は消費税10%を維持すべき[8]
- 富裕層への課税強化に賛成[8]
- 原子力発電への依存度を高めるべき[9]

### 社会
- 同性結婚の制度化に賛成[8][9]
- 選択的夫婦別姓制度の導入に賛成[8][9]

## 選挙歴
| 当落 | 選挙                     | 執行日         | 年齢 | 選挙区       | 政党       | 得票数     | 得票率 | 定数 | 得票順位 /候補者数 | 政党内比例順位 /政党当選者数 |
| ---- | ------------------------ | -------------- | ---- | ------------ | ---------- | ---------- | ------ | ---- | ------------------ | ---------------------------- |
| 落   | 第47回衆議院議員総選挙   | 2014年12月14日 | 31   | 広島県第7区  | 民主党     | 4万票      | 22.88% | 1    | 2/4                | 7/2                          |
| 当   | 第26回参議院議員通常選挙 | 2022年07月10日 | 39   | 参議院比例区 | 立憲民主党 | 12万5340票 | 1.85%  | 50   | 5/20               | 5/7                          |